# 4054 Turnov
A 4054 Turnov (ideiglenes jelöléssel 1983 TL) a Naprendszer kisbolygóövében található aszteroida. Antonín Mrkos fedezte fel 1983. október 5-én.